# Sarcófago de Publio Vibio Mariano
O Sarcófago de Publio Vibio Mariano é um monumento e túmulo de mármore da Roma Antiga localizado ao ar livre ao longo da Via Cassia, a poucos quilómetros da Porta Popola de Roma. Durante séculos, o sarcófago foi erroneamente rotulado como o Túmulo de Nero, referindo-se ao Imperador Romano, talvez para aumentar a sua importância; no entanto, a epígrafe afirma claramente a dedicatória abaixo.
Publio ou Publius Vibio Mariano foi um soldado e burocrata romano, que ascendeu pelas escadas do serviço militar em todo o império até ser tribuno. O seu pai, também Publius, foi um pró-cônsul. Presume-se que ele viveu durante a era do imperador Septimus Severus e nasceu na província de Julia Dertona (Tortona). O monumento foi erguido pela sua filha, Vibia Maria Maxima.